# Try Hamdani Goentara
Try Hamdani Goentara (sinh ngày 3 tháng 1 năm 1994, ở Palembang) là một cầu thủ bóng đá người Indonesia thi đấu cho Persipura Jayapura ở Liga 1 ở vị trí Thủ môn 

## Sự nghiệp
Năm 2014, anh gia nhập đội chính của Sriwijaya FC. Anh cũng là thủ môn chính của U-21 Sriwijaya FC.
Năm 2017, anh gia nhập to PSS Sleman cho Liga 2  Anh ra mắt cho PSS Sleman trước Persipura Jayapura trong trận đầu tiên tại Piala Presiden 2017 